# Batalion Saperów (Księstwo Warszawskie)
Batalion saperów  – oddział inżynieryjno-saperski Armii Księstwa Warszawskiego.
Powołany został do życia dekretem z dnia 30 marca 1810. Utworzono go na bazie dotychczas samodzielnych kompanii saperów funkcjonujących przy dywizjach Piechoty (Legiach).

## Skład batalionu
Batalion składał się z 6 kompanii, w tym jednej pontonierów. Dowódcą batalionu mianowano majora Macieja Kubickiego. W kolejnych latach liczba kompanii saperów wzrosła do siedmiu.
Po zakończeniu działań wojennych w 1814 z Francji, z korpusem gen. Krasińskiego do Polski powróciło 3 oficerów, 48 żołnierzy, 7 koni oficerskich.
Stan ogólny saperów 14 listopada 1814 przedstawiał się następująco: 1 major, 1 podpułkownik, 7 kapitanów, 12 poruczników, 46 podoficerów, 196 saperów; ogółem 21 oficerów i 243 podoficerów i żołnierzy, ponadto: 2 kapitanów pontonierów i 11 pontonierów.

## Ubiór
Według przepisów ubiorczych z 3 września 1810
Mundur galowy oficerski: frak sukienny koloru ciemnozielonego; wyłogi, kołnierz i łapki czarne aksamitne z wypustką pąsową; guziki żółte z kirysem pośrodku, a chorągwie i armaty po bokach;
Krój munduru, liczba guzików, zapinanie, chustka na szyję, kapelusz, kokarda tak jak w piechocie. Wyszywanie na rogach – pół była bomba złota z ogniem, kamizelka i spodnie sukienne białe. Buty do munduru wielkie, do munduru małego zwyczajne węgierskie; ostrogi srebrne; sprzączki do trzewików pozłacane.
Mundur mały oficerski: frak sukienny ciemnozielony bez wyłogów, kołnierz i łapki czarne aksamitne z wypustką pąsową. Spodnie sukienne czarne lub zielone; Krój munduru tak jak mundur mały dla piechoty. Surdut z takiego sukna jak frak, zapinany na dwie strony, z każdej na 7 wielkich guzików. W lecie kamizelka i spodnie mogły być białe lub nankinowe.
Podoficerowie i żołnierze nosili mundury identycznego koloru jak oficerowie, lecz nie fraki, a kurtki z rabatami jak u fraków oficerskich, spod których widać było kamizelkę. Na ramionach szlify pąsowe niciane. Spodnie sukienne zielone lub białe płócienne czechczery; kamasze czarne lub białe. Lederwerki białe. Kaszkiet z podpinkami, okuciem daszka z żółtego metalu; guz od łuszczek z wyobrażeniem lwiej głowy. Na nim orzeł biały blaszany, pod orłem dwie armaty żółte na krzyż złożone; bomba zapalona. Kordony pąsowe; nad kokardą białą pompon pąsowy, a nad nim pióro. Broń składała się z krótkiego dragońskiego karabinka i pałasza piechotnego z czerwonym temblakiem. Ładownica czarna skórzana.
Lejbik biały sukienny z kołnierzem, łapkami i wypustką przy kieszeniach zielonymi. Furażerka sukienna ciemnozielona obszyta żółtą taśmą.